# 冨山智広
冨山 智広（とみやま ともひろ、1978年4月22日 - ）は日本の実業家、投資家。福井県出身。
株式会社RiskTaker 代表取締役。FX等のオルタナティブ自動取引システムを皮切りに金融トレーディングサービスをリリース。
現在、エンジェル投資家として国内外のスタートアップを支援・サポートしている。
S&P500、Rusell2000、日経225、米日株式、FX、暗号通貨の現役トレーダー。
台湾、韓国、中国、香港、オーストラリア、シンガポール、フィリピン、ベトナム、マレーシア、タイ、カンボジア、モンゴル、ウズベキスタン、トルコ、UAE(ドバイ)、ドイツ、ハンガリー、スウェーデン、エストニア、ジョージア、エジプト、イスラエル、アゼルバイジャン、チュニジア、アメリカ、パナマ、チリ等多数の国を転々とする多拠点居住者。

## 人物
1997年～
大学受験に失敗したのを機にパチスロにはまる。工学部を目指していたこともあり、理論的に台を攻略し確実に勝つ方法を習得。その後工学部系大学に合格するが、授業には出席せずパチスロに明け暮れる。パチスロをプレイする中で「機械割り」と「減算値」の理論を見出し、当時年間で400万円～500万円をパチスロで稼いでいた。その結果、大学を三留し社会から取り残されたと虚無感に襲われる。
24歳の時にネットビジネスに誘われ事業を開始するもうまくいかず。その後ネットビジネスの繋がりで、フィリピン在住の事業家と出会い運命が変わる。フィリピン在住の事業家にビジネス理論とファイナンスの基礎を叩き込まれ現在の礎を築く。フィリピン在住の事業家と新規事業を共同で行う最中に、その事業者が資金を持ったまま行方不明になる。3,000万の借金を背負うことになるが、フィリピン以外で行っていたFXや株式投資の自動売買ソフト事業成功に助けられる。約14年で借金を完済し「事業での責任はすべて自分の責任である」事に気付かされる。失敗した時に責任を他者に押し付け追及するのではなく、自分の事業で取り返せばよいという信念が生まれ現在のエンジェル投資家への道を歩む。

## 経歴
2004年
フィリピンにおいて日本人健康村事業プロジェクトへの参画を皮切りに起業。
グローバルビジネスにおける潮流の中で、アメリカにおいてS&P500、Russell2000、為替、商品先物等、オルタナティブマーケットにおける自動売買アルゴリズムビジネスが流行っていることに着目し、金融自動売買事業に着手。世界中のシステムトレード、自動売買システムを格付けする機関Futurs Truth、S&P500デイトレードシステム部門にてNo.1を記録したImpetusシステムの開発者であるLincoln Fiskと2006年に日本におけるアルゴリズムシステム販売権を独占提携。同年、為替長期システムで著名な開発者David Foxとダラートレーダーシステムの日本における独占販売権を獲得。
2007年から2009年頃
ひまわり証券、トレイダーズ証券と連携し、日本におけるシステムトレード、日経225、株式、FX自動売買黎明期を牽引。
2010年
再び海外に事業をシフトし、金融システムの開発、Liquidity Provider事業、オフショア法人設立サポート、海外不動産投資など多岐にわたる海外金融ビジネスを展開。
2018年
エンジェル投資家としての活動を開始。
Otasukeの前身、VRCaffe、Mushbetter 等に投資。
2021年5月
総合スタートアップビークル 株式会社RiskTaker創業。
起業家シェアハウスを運営するHeimat 株式会社、筑波大学発宇宙ベンチャーWarpSpace等、多数スタートアップに投資参画。
2021年12月
水泳とファッションを繋ぐスタートアップ、アキレスアンドセンチュリオ社外取締役に就任。
2022年2月
フィリピン柔道連盟所属。

## 投資実績
- Mushbetter
- Rucchi
- 卓球広場Link
- Cook Boat
- Caramel Pod
- 株式会社 Social Design
- 株式会社SCARU
- 株式会社ネクストリー
- Heimat 株式会社 起業家シェアハウス
- アキレスアンドセンチュリオ株式会社
- WarpSpace
- 株式会社YSpace
- アジアンブリーズ
- 株式会社YOICHO
- 株式会社やお八
- Abmii株式会社
- 株式会社ODD FUTURE
- picki株式会社
- Masentic株式会社
- YOYO HOLDINGS PTE. LTD.
- 株式会社Tawo
- Fruits Holdings Pte. Ltd.
- 株式会社レイバリア
- OtaCute Inc.

## スポンサー
柔道のフィリピン代表としてパリオリンピック挑戦中の中野兄弟のスポンサーに2020年12月参画。
- 中野 経清
- 中野 修源
- ボクシングWBA6階級王者マニーパッキャオ[6]